# Odelya Halevi
Odelya Halevi (en hebreo: אודליה הלוי; Rosh HaAyin, 12 de febrero de 1989) es una actriz israelí. Aparece en la serie de televisión dramática estadounidense Law & Order e interpreta el papel de la asistente del fiscal de distrito Samantha Maroun. También interpretó a Angélica en la serie de televisión estadounidense Good Trouble. También apareció en la serie de televisión Good Girls Revolt. Ha aparecido en series de televisión como Mike & Molly, New Girl, NCIS, MacGyver (2016) y Why Women Kill.